# Гуарино, Пьеро
Пьеро Гуарино (итал. Piero Guarino; 20 июня 1919, Александрия — 23 мая 1991, Роверето) — итальянский дирижёр, пианист и музыкальный педагог.
Учился у себя на родине, затем в 1936—1939 гг. в Афинской консерватории, совершенствовал своё мастерство в Риме и Милане под руководством Альфредо Казеллы и Артуро Бонуччи. В 1950—1960 гг. возглавлял консерваторию в Александрии, затем преподавал фортепиано, гармонию, дирижирование в Неаполе, зальцбургском Моцартеуме (1963—1967), Перудже (здесь у него учился, в частности, Рикардо Шайи). В 1969—1975 гг. директор консерватории в Сассари. В 1975—1989 гг. возглавлял Пармскую консерваторию. Подготовил публикацию неизданных произведений первого директора консерватории Фердинандо Симониса.
Был женат на виолончелистке Донне Магенданц, нередко выступал с ней в ансамбле как пианист.